# Josephine County
Josephine County är ett administrativt område i delstaten Oregon, USA. År 2010 hade countyt 82 713 invånare. Den administrativa huvudorten (county seat) är Grants Pass.
Oregon Caves nationalmonument ligger i countyt.

## Geografi
Enligt United States Census Bureau har countyt en total area på 4 252 km². 4 247 km² av den arean är land och 5,6 km² är vatten.

### Angränsande countyn
- Curry County - väst
- Jackson County - öst
- Douglas County - nord
- Del Norte County, Kalifornien - sydväst
- Siskiyou County, Kalifornien - syd

### Orter
- Cave Junction
- Grants Pass (huvudort)
- Kerby
- Merlin
- New Hope
- O'Brien
- Redwood
- Selma
- Takilma
- Williams